# 何志尧
何志尧（1941年3月—，一作1943年4月—），男，汉族，四川盐亭人，中华人民共和国政治人物，曾任四川省工商业联合会会长，四川省政协副主席，第九、十届全国政协委员。